# Jan Tanghe

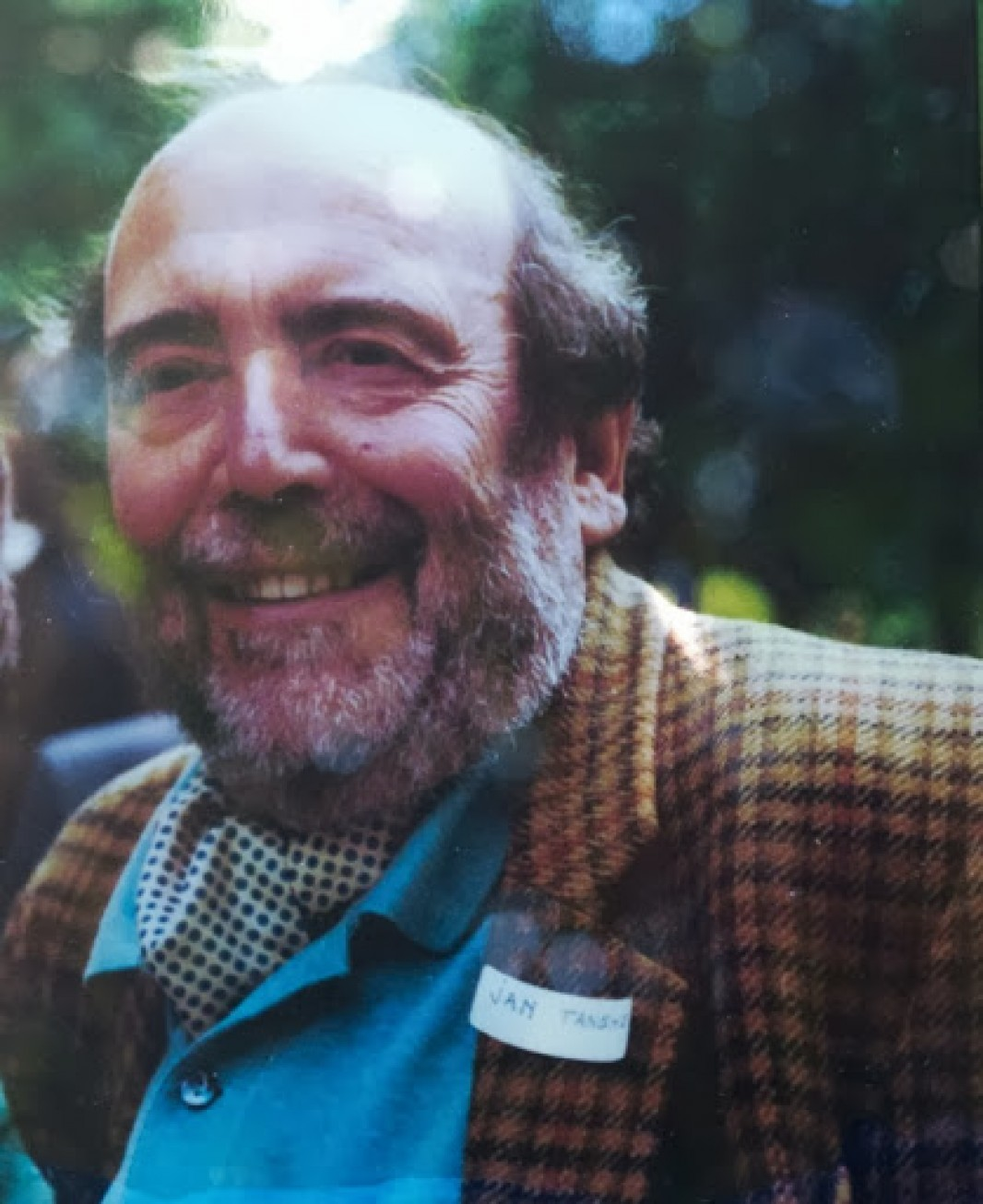
Jan Tanghe

Jan Tanghe (Sint-Jans-Molenbeek, 21 januari 1929 - Oostende, 5 september 2003) was een Belgisch architect, stedenbouwkundige en hoogleraar.

## Levensloop
Jan Tanghe was de zoon van een zeekapitein. Tijdens de Tweede Wereldoorlog vluchtte het gezin naar Engeland, waar Tanghe een Britse en internationale opleiding genoot.
Hij trouwde met Janine Serck. Ze gingen in Oostende wonen, in een door Tanghe ontworpen huis. Ze hadden verschillende kinderen.
Hij studeerde architectuur en stedenbouw aan het Sint-Lucasinstituut in Gent. Zodra afgestudeerd (1953) was hij een actief deelnemer aan de discussies over en rond architectuur, stedenbouw en leefmilieu.
Ook al werd hij door gezondheidsproblemen geplaagd, bleef Tanghe zijn leven lang een actieve en invloedrijke acteur in het Belgische architectuurgebeuren.

## Groep Planning
In 1966 stichtte hij met architecten Jacques Pêtre en Ignaas Deboutte en met ingenieur Willy Canfyn in Brugge de architectenassociatie Planning, later Groep Planning. De associatie nam een hoge vlucht en was op verschillende locaties in Brugge gevestigd, terwijl ook een kantoor in Brussel werd gesticht. In Brugge werd het historisch pand Hof de Gros in de Sint-Jakobsstraat, vanaf 1980 de hoofdzetel van de vennootschap.
Tanghe was gedurende vele jaren voorzitter van de Groep. Hij werd in 1989 opgevolgd door architect-stedenbouwkundige Werner Desimpelaere.
De vele ontwerpen door Planning uitgevoerd, zowel op het gebied van architectuur als van stedenbouw, droegen niet meer de persoonlijke naam van Tanghe, maar hadden in de meeste gevallen zeer veel aan zijn leiding en zienswijzen te danken.

## Structuurplan Brugge
In 1971 kreeg Groep Planning de opdracht een structuurplan op te maken voor de historische stad Brugge. Binnen een team van medewerkers was hij de voornaamste ontwerper van dit plan, hierin bijgestaan door Werner Desimpelaere en met professor Raymond M. Lemaire als adviseur. Het Structuurplan Brugge werd vaak als voorbeeld geprezen voor de ontwikkeling en de duurzaamheid van een historische stad. Het is ook een eerste stap gebleken die geleid heeft tot de erkenning van de stad Brugge door UNESCO als Werelderfgoed.

## Activiteiten
Vanaf 1967 werd Tanghe redactielid van het Belgisch architectuurtijdschrift La Maison.
In 1971 stond hij aan de wieg, samen met Daniel Craet en enkele anderen van de vzw Informatiecentrum voor Architectuur, Stedenbouw en Design (ICASD) dat de uitgever werd van het tijdschrift A+, het vaktijdschrift in het Nederlands en het Frans voor architecten, stedenbouwkundigen en designers. Hij speelde vele jaren een voorname rol in deze vereniging.
Tanghe was ook belangrijk door de invloed die hij uitoefende bij sommige studies en plannen. Zo leverde hij een echte veldslag in Gent om te voorkomen dat een metro zou worden gebouwd, onder meer in de bedding van de Leie. Hij won deze veldslag. In Brussel gaf hij, in de discussies met politici en stadsbestuur gestalte aan de acties die tegen een aantal megalomane projecten gevoerd werden door het Atelier de Recherche d'Architecture et d'Urbanisme (ARAU).
Jan Tanghe werd in 1969 docent stedenbouw aan de Faculté Polytechnique, later Universiteit van Bergen, hiertoe aangetrokken door zijn vriend en collega Jean Barthélémy. Hij vervolgde deze lesopdracht tot in 1991.
Samen met Michel Didisheim, Mark Dubrulle, Pierre Dulieu, Dominique de Wasseige en Baudouin du Bus de Warnaffe, stichtte hij in 1971 de Bond Beter Leefmilieu - Union pour la Qualité de l'Environnement. 
In 1976-1977 was hij de eerste directeur van de in de schoot van het Europacollege opgerichte postuniversitair centrum voor het erfgoed, dat na enkele jaren uitgroeide aan de KU Leuven tot het Raymond Lemaire Centrum.

## Werken
Op het gebied van de architectuur ontwierp Tanghe een aantal gebouwen, waarvan sommige later als monument zijn beschermd. Zijn te vermelden:
- de kloosterkapel van de Zusters van de Heilige Vincentius a Paulo in Werken (Kortemark);
- de Onze-Lieve-Vrouwkerk van Bijstand in Wespelaar (Haacht) (1962);
- een aanzienlijk aantal gebouwen in Oostende;
- Strandaccommodatiegebouw met terras, Zeedijk, Koksijde;
- Rijhuis  Euphrosina Beernaertstraat 21B, Oostende;
- Winkelpand met bovenliggende appartementen, Kapellestraat 74, Oostende;
- Woning Grote Moerstraat 61, Brugge;
- Sociale woonwijk, Oostendse Haard ("Westerkwartier") met:  Broederlijkheidstraat 1-45, Bruidstraat, Dokter Verhaeghestraat 39-121, 66-152, Gelijkheidstraat 129-177, 142-190, Goedheidstraat 1-55, Golvenstraat 12, 13-27, Nieuwpoortsesteenweg 295-323, Oostendse-Haardstraat 2-54, Overvloedstraat 1-63, 2-102B, Rode-Kruisstraat 1-7, Schelpenstraat 1-19, 2-20, Spaarzaamheidstraat 55-173, 76-112, Verenigingstraat 53-161, 60-172, Voorzienigheidstraat 2-18, Werkzaamheidstraat 24-138, 37-125D (Oostende);
- "Magdalena zwembad", provinciaal zwembad, Sint-Martens-Latemlaan 1, Kortrijk (in samenwerking met de architecten Paul Felix, Dejaegher en Van der Plaetsen);
- Stedelijk zwembad, Koningin Astridlaan 3, Oostende (in samenwerking met architect Paul Felix);
- Universitair Ziekenhuis Leuven campus Gasthuisberg, als lid van Groep Planning;
- de hoofdzetel van bank Bacob aan de Belliard/Trierstraat in Brussel (1986). Het gebouw werd in november 2013 onder protest van buurtverenigingen afgebroken voor een annex van het Europees Parlement.

## Bibliotheek
De bibliotheek van Jan Tanghe werd in 2005 aan de Cultuurbibliotheek Brugge geschonken. 
De boeken waren voor hem werkinstrumenten. Hij schreef er opmerkingen in en onderstreepte voor hem belangrijke passages.  